# Ròmul Potit
Ròmul Potit (en llatí Romulus Potitius) va ser un artista gal·loromà.
El nom d'aquest artista és conegut per una inscripció que s'ha conservat i que es troba al Museu de Lió a França. A la inscripció se l'anomena ARTIS ARG. EXCLUSSOR, que vol dir sense dubte que feia gots i gerros de plata, a partir del sentit de la paraula exclussores, que Agustí d'Hipona confirma que vol dir orfebre.